# Паоло Агостіні
П́аоло Агост́іні (італ. Paolo Agostini, також Агостіно (італ. Agostino), лат. Augustinus; 1583, Валлерано — 3 жовтня 1629, Рим) — італійський композитор раннього бароко, видатний представник римської школи та органіст.

## Біографія
Паоло Агостіні народився у Валлерано (Провінція Вітербо на півночі Лаціо) близько 1583 року. У восьмирічному віці приступив до музичних студій у школі хлопчиків канторів ("Pueri cantores при римській церкві Сан Луїджі деї Франчезі. Керівниками школи та вчителями Агостіні були брати Джованні Марія та Джованні Бернардіно Наніно; у домі останнього він, як і інші учні, проживав, а згодом одружився з його донькою Вітторією.
Закінчивши навчання у 1607, розпочав свою музичну діяльність як капельмейстер та органіст при церкві Мадонна дель Рушелло у Валерано, як повідомляє велика кількість біографів. Манфредо Манфреді піддав сумніву це повідомлення, зауваживши, що в цей час згадана церква ще була недобудованою.
Як зазначає сам композитор у присвяті до Четвертої книги мес, попри повагу до нього з боку наставників та сучасників, його кар'єра починалася важко.
Повернувшись до Рима, Агостіні спершу недовго служив органістом у базиліці Санта Марія ін Трастевере, потім капельмейстером у церкві Сантіссіма Трініта деї Пеллегріні і також у Санта Марія ін Трастевере. У 1619 обійняв таку ж посаду у базиліці Сан Лоренцо ін Дамазо, а, з 16 лютого 1626, у соборі Святого Петра, де залишався до смерті. За Пітоні та Баїні, схоже на те, що він посів це місце у наслідок музичного виклику, що він його кинув тогочасному капельмейстерові та своєму старому співучневі Вінченцо Уголіні, який відмовився від змагання, певно боячись не витримати порівняння, і був звільнений.
По трьох роках після досягнення посади у Ватикані, помер від чуми у Римі 3 жовтня 1629 та був похований у церкві Сан Мікеле ін Борґо, в стіні правої нави, де була встановлена меморіальна дошка.

## Музика та Стиль
Паоло Агостіні вважається одним з типових представників величної барокової поліфонії римської школи. У його творчості вигадливість та химерність барокового контрапункту врівноважується чистотою та ясністю замислу. Падре Мартіні звертав увагу на «ясність та природність» мелодій кожної партії у творах Агостіні, що у поєднані давали чудовий результат.
Ще за життя він зажив слави одного з найдосвідченіших та найплідніших контрапунктистів свого часу; Падре Мартіні послуговується його творами як прикладами у своєму Практичному нарисі контрапункту (Saggio fondamentale pratico di contrappunto) (1774).
Пітоні передає, що у соборі св. Петра виконувалися його «модуляції для чотирьох, шести, восьми реальних хорів на загальне подивування усього Рима», та на задоволення самого папи Урбана VIII.
Джузеппе Баїні цитує наступний фрагмент з листа Антімо Лібераті до Овідіо Персапеджі: «улюбленим учнем Бернардіно Наніні був Паоло Аностіні один з найбільш дотепних та жвавих умів, що мала музика у наші часи у будь-якому роді гармонічного компонування, контрапунктів та канонів; і серед інших його дивовижних творів, що можна було почути у базиліці св. Петра, в той час, коли він був там капельмейстером, різноманітні модуляції на чотири, на шість і на вісім дійсних хорів, а деякі, що могли співатися на чотири абож на вісім хорів без зменшення або порушення гармонії на подив усього Рима. І колиб він не вмер у розквіті своїх сил, сильно вразив би увесь світ; я дозволив би собі с певністю сказати про нього: Consummatus in brevi explevit tempora multa».
До творчого доробку Агостіні входять меси, мотети та інші твори сакральної музики, здебільшого написані у стилі prima pratica, консервативному поліфонічному стилі кінця XVI століття, що ґрунтувався на досягненнях Палестріни та кодифікації Джозеффо Царліно; однак у деяких мотетах він також послуговується новим стилем concertato. Композитор часто використовує техніку строгого канону; а також вдається до забарвлення музики акустичними ефектами, змінюючи метр розділів та вводячи хроматизми, чим виказує свою обізнаність у сучасній музичній практиці і зокрема знайомство з працями венеціанської школи.
Найкращі сторони майстерності Агостіні виявляють його Меси на чотири та дванадцять голосів, до них також можна додати такі сакральні композиції, як Agnus Dei на вісім голосів для двох хорів, Adoramus Te Christe на чотири голоси, O bone Iesu на чотири голоси та інші. Ці твори високо цінуються як документи та приклади мистецтва контрапункту.

## Твори
- Salmi della Madonna (Псалми Богородиці), (Рим, 1619)
- Liber secundus missarum, (n.p., 1626)
- Spartitura delle messe del primo libro (Партитура мес першої книги), (Рим, 1627)
- Spartitura del secondo libro delle messe e motetti (Партитура другої книги мес та мотети), (Рим, 1627)
- Partitura del terzo libro della messa 'Sine nomine', con 2 'Resurrexit (Партитура третьої книги меси 'Sine nomine', з 2 'Resurrexit, (Рим, 1627)
- Libro quarto delle messe in spartitura (Четверта книга мес у партитурі), (Рим, 1627)
- Spartitura della messa et motetto 'Benedicam Dominum' ad canones (Партитура меси та мотету 'Benedicam Dominum' ad canones), (Рим, 1627)
- Partitura delle messe et motetti con 40 esempi di contrapunti, (Roma, 1627)
- Missarum liber posthumus (Рим, 1630)
- інши меси, мотети тощо